# 私の"初めて"日記
『私の"初めて"日記』（原題: Never Have I Ever、ネヴァー・ハヴ・アイ・エヴァー）は、2020年から配信されているアメリカ合衆国のコメディドラマシリーズ。インド系アメリカ人女子高生の生活を描く。出演はマイトレイ・ラマクリシュナン、プールナ・ジャガナサン、リチャ・ムールジャニなど。企画・製作はミンディ・カリングが務める。2020年4月27日にNetflixオリジナル作品として全世界に配信された。本作はシーズン2への更新が決定している。

## あらすじ
アメリカの高校に通うデービーは、インド人というだけで周囲に偏見をもたれてしまい、さえない負け組生活を送っていた。デービーは親友であるエレノアとファビオラと一緒に勝ち組を目指すが、様々な問題が降り掛かる。

## キャスト

### メイン
マイトレイ・ラマクリシュナン
役: デービー
吹替: 中野さいま
高校生。
プールナ・ジャガナサン
役: ナリーニ
吹替: 長谷川暖
デービーの母。
リチャ・ムールジャニ
役: カマラ
吹替: 木村香央里
デービーの従兄弟。
ジャレン・ルイソン
役: ベン
吹替: 虎島貴明
ダレン・バーネット
役: パクストン
吹替: 福西勝也
ジョン・マッケンロー
役: ナレーター
吹替: 四宮豪

### リカーリング
リー・ロドリゲス
役: ファビオラ
吹替: 佐野愛
デービーの親友。
ラモナ・ヤン
役: エレノア
吹替: うのちひろ
デービーの親友。
ニーシー・ナッシュ
役: ライアン先生
吹替: 塙英子
デービーのセラピスト。
センディル・ラママーシー
役: モハン
吹替: 岡本幸輔
デービーの父。
エディー・リウ
役: スティーブ
吹替: 八木岳
カマラのボーイフレンド。

## エピソード
| 通算 話数 | タイトル                                                                  | 監督              | 脚本                             | 公開日        |
| --------- | ------------------------------------------------------------------------- | ----------------- | -------------------------------- | ------------- |
| 1         | "エピソード" "Pilot"                                                      | Tristram Shapeero | ミンディ・カリング & Lang Fisher | 2020年4月27日 |
| 2         | "... パクストンとセックス" "... had sex with Paxton Hall-Yoshida"         | Tristram Shapeero | Justin Noble                     | 2020年4月27日 |
| 3         | "... イケてる子たちとパーティー" "... gotten drunk with the popular kids" | Linda Mendoza     | Amina Munir                      | 2020年4月27日 |
| 4         | "... 超インド的体験" "... felt super Indian"                              | Linda Mendoza     | ミンディ・カリング               | 2020年4月27日 |
| 5         | "... 宣戦布告" "... started a nuclear war"                                | Kabir Akhtar      | Chris Schleicher & Akshara Sekar | 2020年4月27日 |
| 6         | "... 世界一の孤独" "... been the loneliest boy in the world"              | Kabir Akhtar      | Aaron Geary & Ben Steiner        | 2020年4月27日 |
| 7         | "... 大ぼら吹き" "... been a big, fat liar"                               | Anu Valia         | Erica Oyama                      | 2020年4月27日 |
| 8         | "... トラブルメーカー" "... pissed off everyone I know"                   | Anu Valia         | Chris Schleicher                 | 2020年4月27日 |
| 9         | "... 一家でお行儀よく" "... had to be on my best behavior"                | Tristram Shapeero | Matt Warburton                   | 2020年4月27日 |
| 10        | "... ごめんね" "... said I'm sorry"                                       | Tristram Shapeero | Lang Fisher                      | 2020年4月27日 |

## 評価

### 批評
本作は批評家から高い評価を受けている。批評集積サイトのRotten Tomatoesには50件のレビューがあり、批評家支持率は96%、平均点は10点満点で7.8点となっている。また、Metacriticには18件のレビューがあり、加重平均値は80/100となっている。